# Buitengasthuis (Zwolle)
Het Buitengasthuis in Zwolle was een instelling  ten behoeve van de opvang van lepralijders. 

## Geschiedenis
In 1379 werd buiten de stadsmuren van Zwolle een kapel gewijd, gelegen bij een al bestaand ziekenhuis voor melaatsen. Vanwege het besmettingsgevaar werden in de Middeleeuwen lepralijders (melaatsen) verplicht om buiten de stad te verblijven in een leprozerie. De leprozerie van Zwolle lag buiten de Kamperpoort aan de Hoogstraat richting Kampen. De stichtingsdatum van het ziekenhuis is onbekend. De instelling heeft meerdere namen gehad: a) Lazarushuis, b) gasthuis 'ten Hilligen Cruce buten Voirsterpoirte', c) Heilig Kruisgasthuis en vanaf 1660 d) Buitengasthuis.
Bij het gasthuis behoorde ook een kapel en de begraafplaats Ten Hilligen Cruce (= bij het Heilige Kruis). Na het verdwijnen van lepra uit Nederland ging het Buitengasthuis dienstdoen als een soort verpleeghuis avant la lettre. De kapel stortte in 1703 in. Inkomsten werden verkregen uit giften en uit de opbrengsten van een boerderij. Nadat er in de tweede helft van de 18e eeuw een eind kwam aan deze wijze van financiering raakte de instelling in het slop. In 1826 besloot de gemeentebestuur van Zwolle om het Binnen- en Buitengasthuis samen te voegen. Tussen 1875 en 1877 werd het Buitengasthuis afgebroken.
Het Buitengasthuis stond ter hoogte van de huidige sporthal aan de Buitengasthuisstraat 8. Naast de sporthal is nog steeds de begraafplaats. De contouren van de ingestorte kapel zijn er opnieuw opgemetseld. Ook de latere uitbreiding van het Buitengasthuis (1926) is nog herkenbaar in het hofje aan de andere kant van de sporthal.